# Заречная улица (Балашиха)
Заре́чная у́лица — улица в микрорайонах Балашиха-2 и Поле Чудес города Балашиха Московской области.

## Описание
Улица расположена в микрорайонах Балашиха-2 и Поле Чудес  на большем своем протяжении проходит вдоль левого берега реки Пехорки. Отходит в северном направлении от улицы Крупешина сразу за плотиной Балашихинской хлопкопрядильной фабрики. С правой стороны к Заречной улице примыкает улица Кудаковского. Участок от улицы Крупешина до улицы Объединения является пешеходным. Около улицы Объединения с восточной стороны от Заречной улицы расположен пешеходный мост через Пехорку, соединяющий микрорайоны Поле Чудес и Новый Свет.
Далее улица идёт в северо-западном направлении вдоль западной границы микрорайона Поле Чудес, в конце которого поворачивает на восток и вливается в улицу Свердлова напротив микрорайона Балашиха-Парк. В 200 метрах к северу от Заречной улицы расположен храм Рождества Богородицы, рядом с которым находится Никольско-Трубецкое кладбище.

## Здания и сооружения
- № 3 - культурно-досуговый центр «Подмосковные вечера»
- № 3а - бюро ритуальных услуг
- №№ 4, 5, 6 - жилые дома (9 этажей, серый кирпич)
- № 7 - лицей «Интеллект»

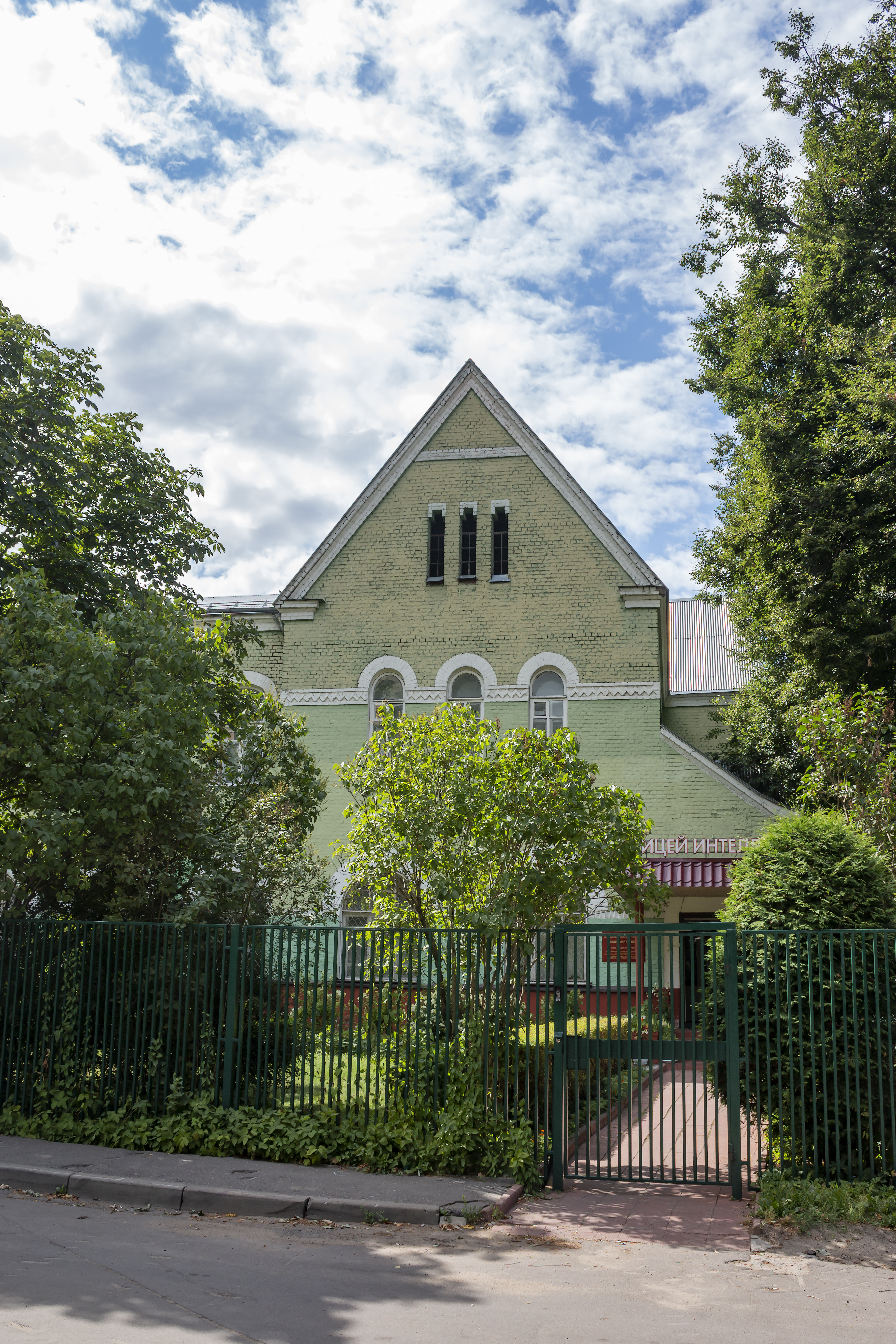
Богадельня П. Г. Шелапутина ныне лицей "Интеллект"

- № 8, 9 - жилые дома (9 этажей, кирпич соломенного цвета)
- № 10, 11 - жилые дома (5 этажей, панельные)
- № 14 - жилой дом (9 этажей, кирпич соломенного цвета)
- №№ 15, 16 - жилые дома (14 этажей, кирпич соломенного цвета)
- № 17 - переименован на №18 стр.2
- № 18 - жилой дом (9 этажей, панельный)
- № 18 стр. 2 - жилой одноподъездный монолитно-кирпичный 25-этажный дом, построен в 2011 году. Переименован на Заречная, 17
- № 19 - детский сад № 38
- № 20 - жилой дом (16 этажей, панель, построен в 2000 году)
- № 21 - детский сад № 27 «Капелька»
- № 22 - жилой дом (18 этажей, монолитно-кирпичный, построен в 2005 году)
- № 23 - жилой дом (10 этажей, панельный, построен в 1990-х годах)
- №№ 24, 26-27 - жилые дома (6-8 этажей, кирпич, построены в 2003 году)
- № 25 - жилой дом (11-13 этажей, серый кирпич, построен в 2001 году)
- № 29 - жилой дом (17 этажей, монолитно-кирпичный, жёлто-красного цвета, построен в 2010 году)
- № 31 - жилой дом (монолитно-кирпичный переменной этажности, 10-24 этажа, дом сдан 29.12.2012 г.)
- № 32 - жилой дом (17 этажей, монолитно-кирпичный, построен в 2009 году)
- № 33 - жилой дом (17 этажей, монолитно-кирпичный, построен в 2007 году)
- № 35 - жилой дом (12-14 этажей, монолитно-кирпичный, построен в 2009 году)
- №№ 37, 38, 39 - жилые дома (7 этажей, красный кирпич, построены в 2004 году)
- № 41 - жилой дом (12-14 этажей, монолитно-кирпичный, построен в 2011 году)
- №№ 42, 43, 44 - жилые дома (7 этажей, монолитно-кирпичные; построены в 2011 году))
- № 36 - жилой дом (16 этажей, монолитно кирпичный, имеет Z-образную форму, построен в 2012 году)

## Интересные факты
Северная часть улицы проходит по территории нового микрорайона № 21 "Поле Чудес", строительство которого велось на протяжении 2000-х годов. Сейчас здесь завершается сооружение последних домов. Часть микрорайона построена на месте снесённых домов южной оконечности бывшего села Никольско-Трубецкое (в 2003 году село вошло в состав города). Пустырь, на котором вырос новый микрорайон, до 2000 года использовался в качество учебно-тренировочного полигона Балашихинской автошколы РОСТО, а также для проведения зимних соревнований по автомобильному спорту.